# Soběšice
Soběšice (en allemand : Sobieschitz) est une commune du district de Klatovy, dans la région de Plzeň, en République tchèque. Sa population s'élevait à 391 habitants en 2021.

## Géographie
Soběšice se trouve à 13 km à l'est-sud-est de Sušice, à 36 km au sud-est de Klatovy, à 64 km au sud-sud-est de Plzeň et à 111 km au sud-ouest de Prague.
La commune est limitée par Frymburk au nord, par Volenice, Strašice et Nová Ves à l'est, par Strašín au sud et au sud-ouest, et par Bukovník et Domoraz à l'ouest.

## Histoire
La première mention écrite de la localité date de 1381.

## Administration
La commune se compose de trois sections :
- Damíč
- Mačice
- Soběšice

## Galerie

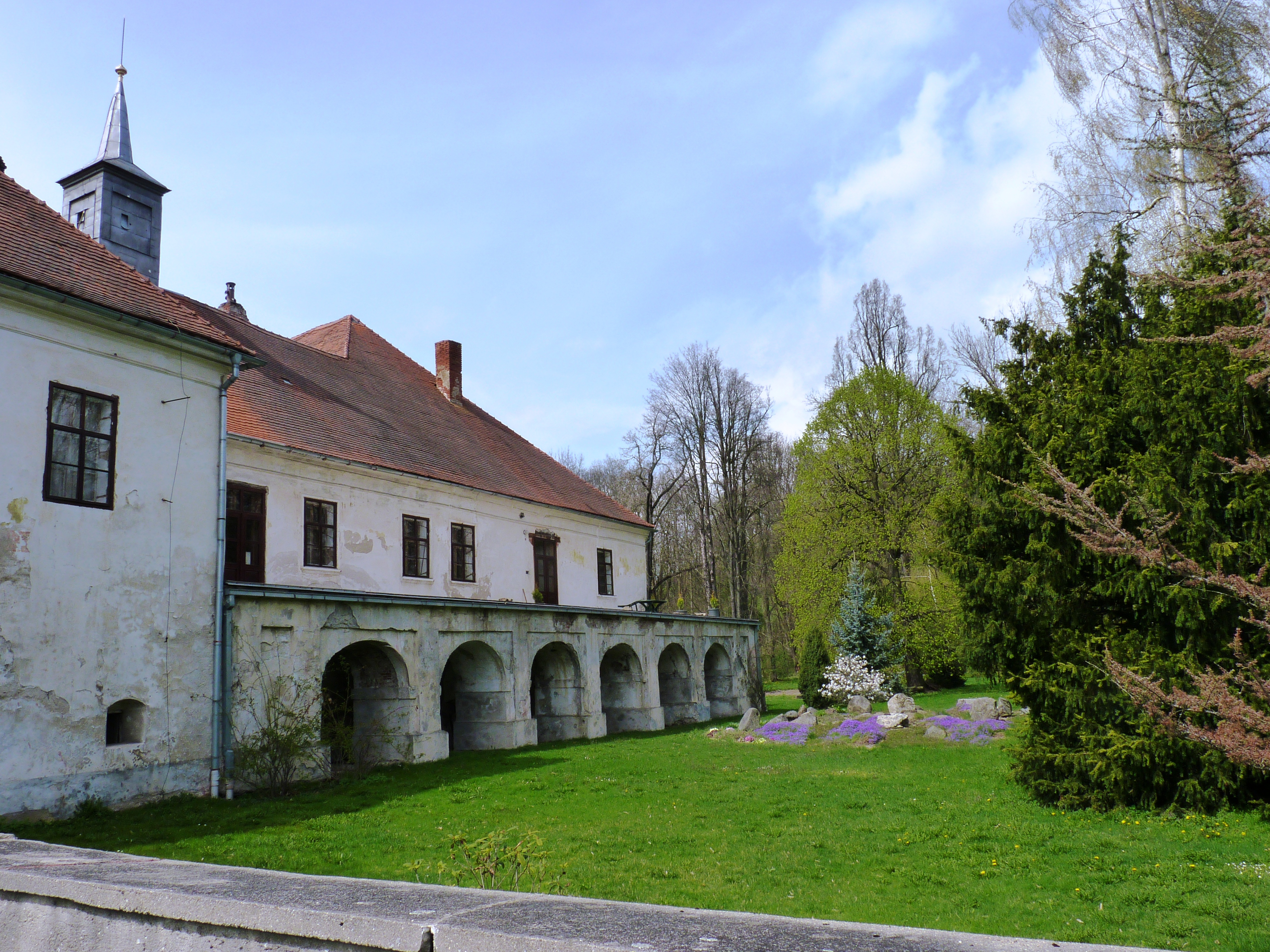
Château de Mačice.
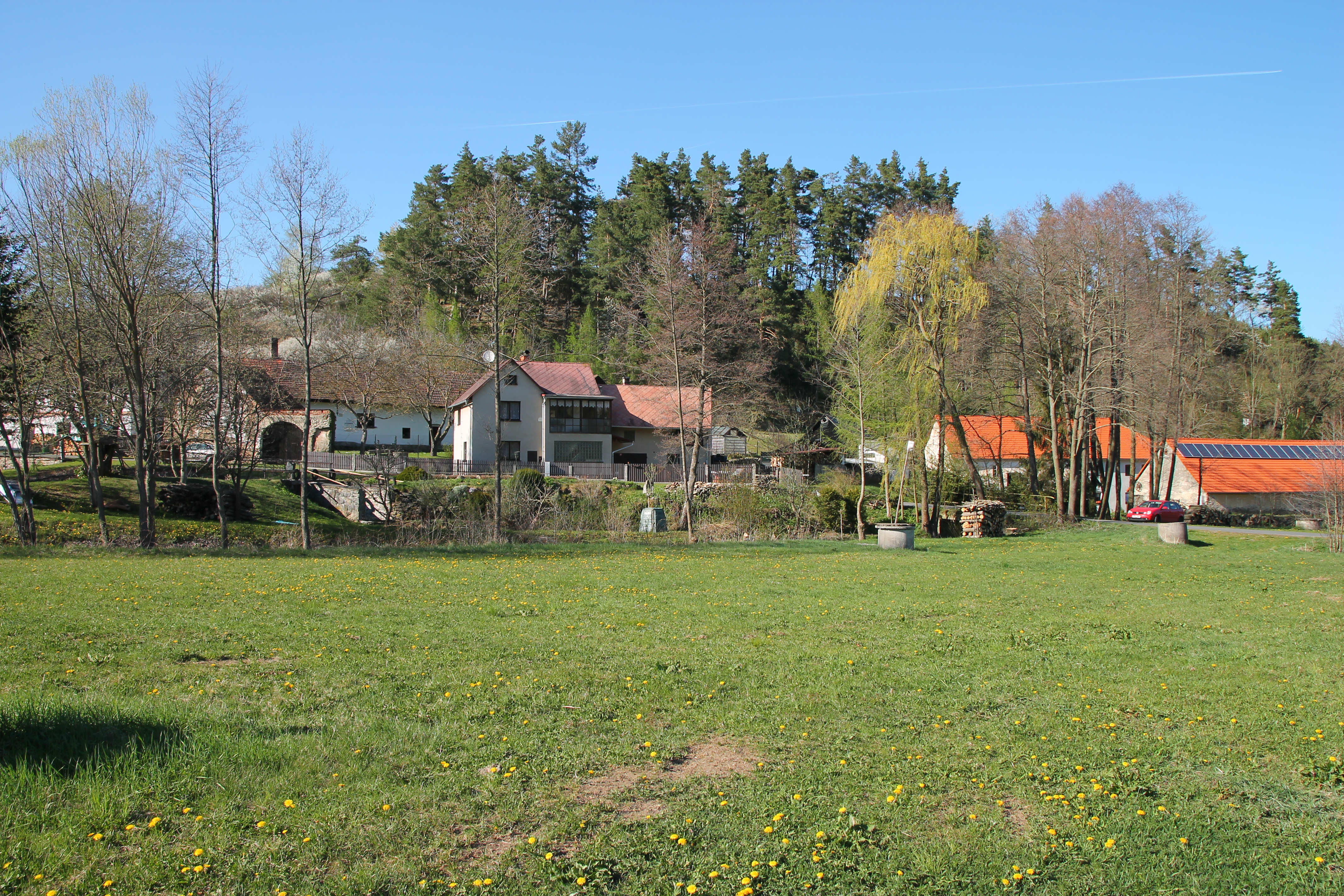
Panské Mlýny.

## Transports
Par la route, Soběšice se trouve à 16 km de Horažďovice, à 22 km de Strakonice, à 46 km de Klatovy, à 77 km de Plzeň et à 133 km de Prague.